# 南丰岛郡
南丰岛郡（日语：〔〕／ Minamitoshima gun */?）为过去日本东京府（今东京都）辖下的郡，辖区包含现在东京都涩谷区全域、新宿区的部分区域，已于1896年4月1日，与东多摩郡合并为丰多摩郡。

## 沿革

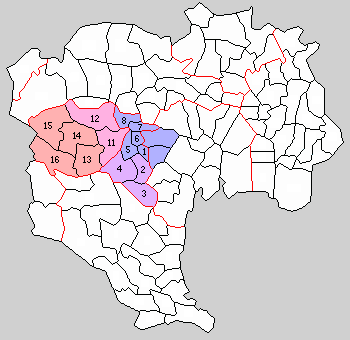
1.內藤新宿町 2.千駄谷村 3.澀谷村 4.代代幡村 5.淀橋町 6.大久保村 7.戶塚村 8.落合村（藍：新宿區 紫：澀谷區 11 - 16是東多摩郡）

- 1878年7月 - 随着郡区町村制法的施行，旧武藏国丰岛郡分割为东京府属的北丰岛郡与南丰岛郡。
- 1889年5月1日 - 施行町村制，南丰岛郡下辖2町6村。（2町6村）
  - 内藤新宿町（已并入东京都新宿区）。
  - 淀桥町（同上）。
  - 大久保村（同上）。
  - 落合村（同上）。
  - 户冢村（同上）。
  - 千驮谷村（已并入东京都涩谷区）。
  - 涩谷村（同上）。
  - 代代幡村（同上）。
- 1890年 - 郡制施行，郡役所设置于内藤新宿町。
- 1891年3月18日 - 内藤新宿町的一部并入东京市四谷区。
- 1896年4月1日 - （南丰岛郡废除）
  - 南丰岛郡与东多摩郡合并为丰多摩郡。